# Milton Keynes
Milton Keynes é uma cidade do sudeste da Inglaterra, situada cerca de 70 km a noroeste de Londres.
Milton Keynes foi fundada em 1967, geograficamente, a meio do eixo Londres - Birmingham.
O seu nome adveio da preexistente localidade de Milton Keynes (Village of Milton Keynes) situada a pouca distância a leste do centro da cidade.
A auto-estrada M1 passa a leste da cidade, que é servida pelas interseções 13, 14, e 15A. A A5 passa a oeste da cidade.
A cidade tem uma equipa de futebol na quarta divisão inglesa, o Milton Keynes Dons, fundado em 2004. Além disso, é onde fica a sede da fábrica da equipa austríaca Red Bull Racing, que disputa o campeonato da Fórmula 1.